# Защитник (телесериал, 2001)
«Защитник» (англ. The Guardian) — американский драматический телевизионный сериал, транслировавшийся на канале CBS на протяжении трёх сезонов, с 25 сентября 2001 по 4 мая 2004 года. Автором сериала является Дэвид Холландер, заглавную песню Empire in My Mind исполняет группа The Wallflowers.

## Сюжет
Главный герой сериала, перспективный корпоративный адвокат Ник Фэллин, работающий в юридической фирме своего отца, приговаривается за хранение наркотиков к общественным работам в юридической службе Питтсбурга, которая представляет интересы детей и малообеспеченных граждан. Совмещая работу в мире акул бизнеса и помощь самым незащищённым слоям общества, Ник заново строит отношения со своим отцом, известным юристом Бартоном Фэллином, и борется с собственными демонами.

## В ролях
- Саймон Бейкер — Ник Фэллин, корпоративный адвокат, приговорённый к общественным работам в юридической службе за хранение наркотиков. В процессе сериала из высокомерного одиночки становится добрым и благородным.
- Дэбни Коулмен — Бартон Фэллин, отец Ника и старший партнёр в юридической фирме, где работает его сын. Не имеет с ним близких отношений, но заботится о нём.
- Алан Розенберг — Элвин Мастерсон, глава юридической службы Питтсбурга. В финале обнаруживается, что у него боковой амиотрофический склероз.
- Венди Мониз — Луиза «Лулу» Арчер, адвокат в юридической службе Питтсбурга, возлюбленная Ника. В финале сериала у них родилась дочь, больная синдромом Дауна.
- Рафаэль Сбардж — Джейк Страка, адвокат на фирме Бартона Фэллина и лучший друг Ника.
- Чарльз Малик Уайтфилд — Джеймс Муни, адвокат в юридической службе Питтсбурга.
- Аманда Мичалка — Шеннон Гресслер, приёмная дочь Бартона Фэллина. Её мать-наркоманка умерла на глазах Ника, из-за чего тот чуть не попал в тюрьму.
- Эрика Лирсен — Аманда Боулс, адвокат на фирме Бартона Фэллина.
- Кэтлин Шелфант — Лори Солт, социальный работник.